# Geoffroy Coomans de Brachène
Geoffroy Coomans de Brachène (Ukkel, 24 januari 1977) is een Belgisch politicus voor de liberale MR.

## Levensloop
Hij behoort tot de niet-adellijke tak van de notabele familie Coomans de Brachène. Coomans volgde universitaire studies aan de ULB, waar hij toetrad tot de liberale studentenkring, waarvan hij voorzitter werd. 
In oktober 2000 werd hij voor de PRL, de voorloper van de MR, op 23-jarige leeftijd verkozen tot gemeenteraadslid van Brussel. In de gemeenteraad volgde hij het beleid op rond stedenbouw, architectuur, erfgoed, ruimtelijke ordening, veiligheid, cultuur en mobiliteit. Na twaalf jaar op de oppositiebanken te hebben gezeteld, werd Coomans eind 2012 schepen van Stedenbouw en Patrimonium, belast met de Aankoopcentrale. Hij bleef deze functie uitoefenen tot in december 2018 en werd daarna opnieuw gemeenteraadslid, tot eind 2024 in de oppositie en nadien in de meerderheid.
Bij de Brusselse gewestverkiezingen van mei 2019 werd Coomans voor het eerst verkozen in het Brussels Hoofdstedelijk Parlement. Hij werd er een actief parlementslid dat zich toelegde op territoriale ontwikkeling, mobiliteit, erfgoed, leefmilieu, stedenbouw en Europese aangelegenheden en is sinds 2019 ondervoorzitter van de commissie Territoriale Ontwikkeling. In juni 2024 werd hij herkozen.
Coomans was eveneens van 2000 tot 2009 bestuurder bij de milieuvereniging Inter-Environnement Bruxelles, van 2017 tot 2020 bestuurder bij de Haven van Brussel en van 2013 tot 2018 voorzitter van Brulabo, het Brussels laboratorium voor het beschermen van de volksgezondheid. Ook was hij in 2002 medeoprichter van de Belgische Vereniging van Belastingbetalers, die ijvert voor een verlaging van de belastingdruk, een vereenvoudiging van het fiscale systeem en een beter beheer van overheidsgeld. Hij werd secretaris-generaal van deze vereniging en is er sinds 2018 voorzitter van. Sinds 2021 is hij tevens actief als vastgoedadviseur.  